# Irodalomelmélet
Az irodalomelmélet az irodalmi művek belső összefüggéseit, keletkezésük, recepciójuk és újraértelmezésük feltételeit, valamint az irodalom és más kulturális formák egymás közötti viszonyát vizsgálja, rendszerezi. Az irodalomelmélet általánosan megpróbál tudományos alapokra építeni és kiindulópontként szolgálni az irodalmi művek interpretációjához, a kritikához, az irodalomtörténethez és magához az irodalom fogalmához. Az irodalomelmélet az irodalomtudomány része és nem azzal azonos, annak ellenére, hogy nagyon sok témába vágó könyv szinonimaként használja a fogalmakat.
Az irodalomelmélet alapvetően interdiszciplináris jellegű, szoros kapcsolatban áll többek között az irodalomtörténettel, a filozófiával, a szociológiával és az antropológiával.
Fontos azonban tudni, hogy az ezzel a témakörrel foglalkozó szakirodalom egy része hangsúlyozottan irodalomelméletekről beszél, és Thomas Kuhn tudományfilozófus szerint pedig egyenesen nem is létezik mára paradigmatikus irodalomelmélet, mert az irodalomelmélet alapkérdései újabb elméleteket eredményeztek. Michel Foucault szemlélete alapján pedig több tudományos diskurzus rendkívül összetett kapcsolatrendszere alkotja magát az irodalomelméletet.
Időben nagy választóvonalat lehet húzni a romantikánál, beszélünk irodalomelméletről az ókori görög irodalomtól a romantikáig, ill. a modern irodalomelmélet kialakulásáról a 19. század közepétől.

## Irodalomelméleti irányzatok
- a pozitivizmus irodalomelmélete
- a szellemtörténet irodalomelmélete
- orosz formalizmus (az első szigorú értelemben vett, autonóm irodalomelmélet)
- francia strukturalizmus
- posztstrukturalista irodalomelmélet
- a dekonstrukció irodalomelmélete
- a hermeneutika irodalomelmélete
- feminista irodalomelmélet
- posztkoloniális irodalomelmélet
- pszichoanalitikus irodalomelmélet
- mediális irodalomelmélet
- ökokritika – annak vizsgálata, hogy adott mű mit mond el a szereplők természethez való viszonyáról, illetve a szerző milyen módon látja, láttatja a természet-ember kapcsolatát. Magyar nyelven pl. Horgas Judit Shakespeare elemzése ilyen mű.[2] Angol nyelvű ökokritikai lapok a Journal of ecocritic, illetve a ISLE: Interdisciplinary Studies in Literature and Environment.
- kognitív irodalomelmélet
- evolúciós irodalomelmélet